# Microdytes championi
Microdytes championi är en skalbaggsart som beskrevs av J. Balfour-browne 1946. Microdytes championi ingår i släktet Microdytes och familjen dykare. Inga underarter finns listade i Catalogue of Life.